# Прилук (Верховажский район)
Прилук — упразднённая деревня в Верховажском районе Вологодской области. Входила в состав Верховского сельского поселения, с точки зрения административно-территориального деления — в Верховский сельсовет. В 2024 году включена в состав деревни Сметанино и исключена из учётных данных.

## География
Расстояние по автодороге до районного центра Верховажья — 24 км, до центра муниципального образования Сметанино — 2 км. Ближайшие населённые пункты — Сметанино, Кудринская, Мокиевская.

## Население
| 2010 |
| ---- |
| 12   |

По переписи 2002 года население — 9 человек.